# Sporting Union Agen Lot-et-Garonne
Pour les articles homonymes, voir Sporting Union Agen.
Maillots
Actualités
Le Sporting Union Agen Lot-et-Garonne, communément appelé SUA ou SU Agen, est un club français de rugby à XV basé à Agen, en Lot-et-Garonne. Il est l'une des deux sections fondatrices du Sporting Union agenais omnisports, club omnisports créé en 1908.
Il évolue depuis le 9 octobre 1921 au stade Armandie. Son palmarès est notamment composé de huit Bouclier de Brennus, trophée décernée au champion de France, faisant ainsi du club l'un des plus titrés au niveau national.
Le SU Agen évolue en Pro D2 en 2025-2026.

## Histoire

### Les origines de la culture rugbystique à Agen
L'idée de la pratique du rugby à Agen est née de la rencontre, vers 1900, d'un lecteur d'anglais du lycée, d'un compatriote dentiste et d'Alfred Armandie. Ces jeunes athlètes ont fait venir d'Angleterre les règles de ce nouveau sport.
Un premier club de rugby, appelé Sporting club agenais, est alors fondé. Alfred Armandie doit être considéré comme le véritable fondateur de ce premier club de rugby agenais, et son nom mérite bien d'avoir été perpétué en ayant baptisé le stade de rugby construit à Agen en 1921 sous le nom de stade Armandie.
Le club du Sporting Union agenais est fondé en 1908, issu de la fusion du Sporting Club agenais avec l'Union sportive agenaise, club de cyclisme.

### Les premiers succès durant les années 1920

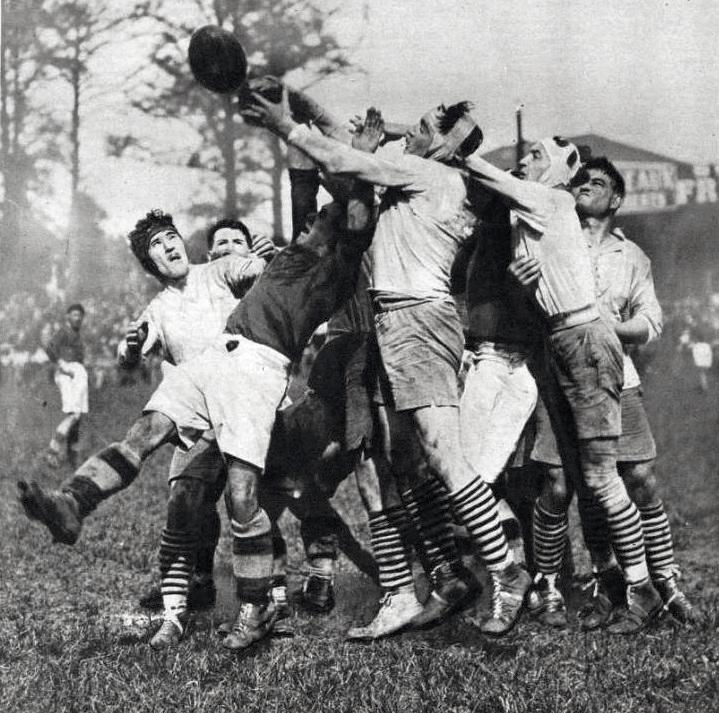
1929 (mai), demi finale du championnat de France au Parc Lescure de Bordeaux, un avant agenais (en blanc) attrape le ballon (victoire de Quillan, 17-3).

Dès la saison 1923, le SU Agen participe aux poules de 5, dans lesquelles on trouve trente clubs. Cette année-là, la poule A est composée du SU Agen, du Stade toulousain 1er, du FC Grenoble 2e, du CA Bègles 3e et de Boucau stade 4e. Le SU Agen atteint encore ce stade de la compétition au cours des saisons 1924 et 1925. Dès l'année 1929, le SU Agen dépasse les poules de 5 (désormais 40 clubs), se qualifiant pour les poules de 3, puis pour les quarts de finale, avec une victoire sur l'USAP, club champion de France en 1921 et 1925, et finaliste en 1924 et 1926. Le SU Agen atteint alors le « dernier carré » (pour la première fois de son histoire) en jouant les demi-finales du championnat de France, s'inclinant devant l'US Quillan qui remportera le championnat à l'issue de la saison 1929.

### Les premiers titres durant les années 1930

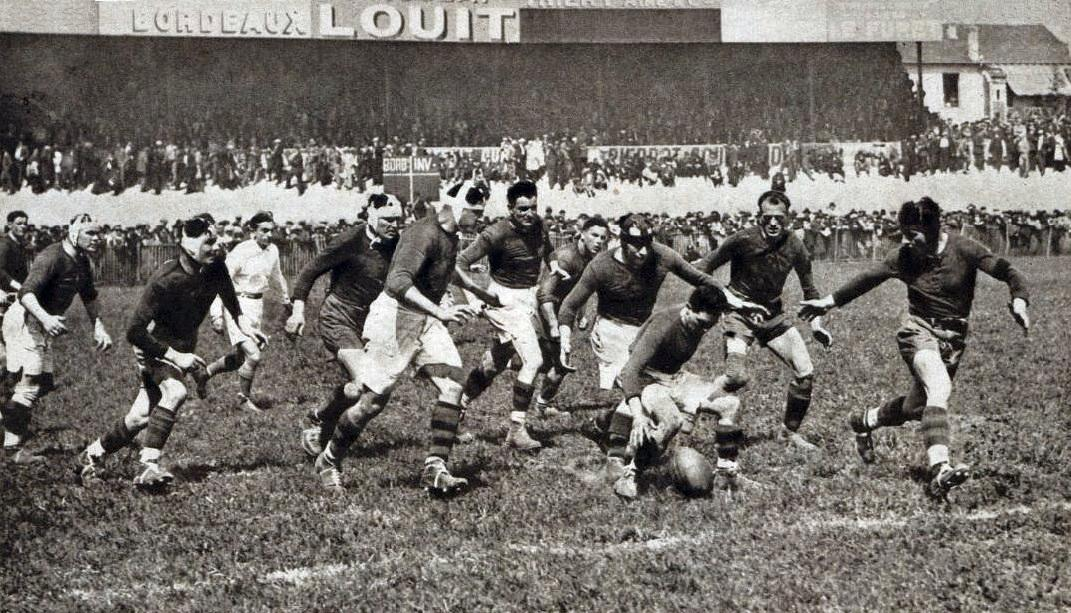
1930, finale du championnat au parc Lescure à Bordeaux, le quillanais Corbin (culotte blanche) ramasse le ballon, bien protégé par Galia et ses partenaires.

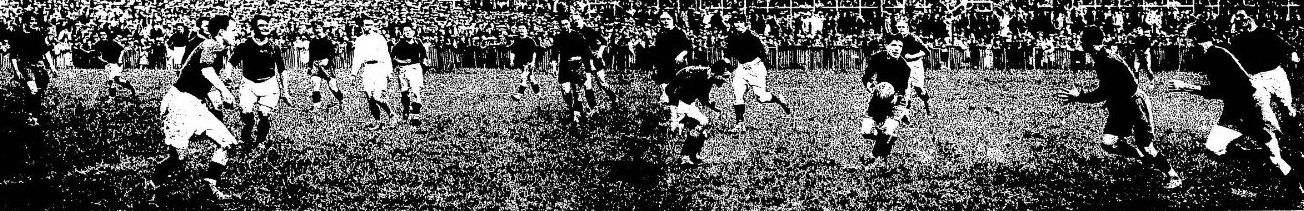
Championnat de France de rugby 1930, balle chez les agenais, action des lignes arrières (21 joueurs de champ).

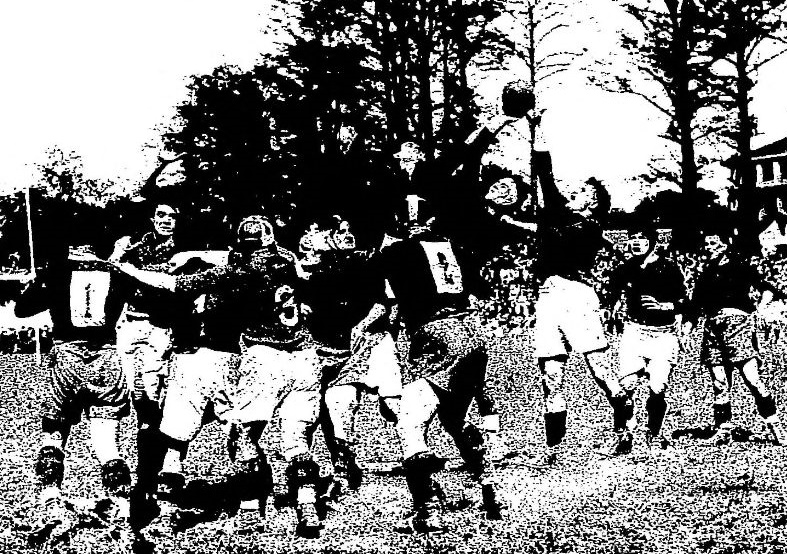
Balle de touche, récupération quillanaise.

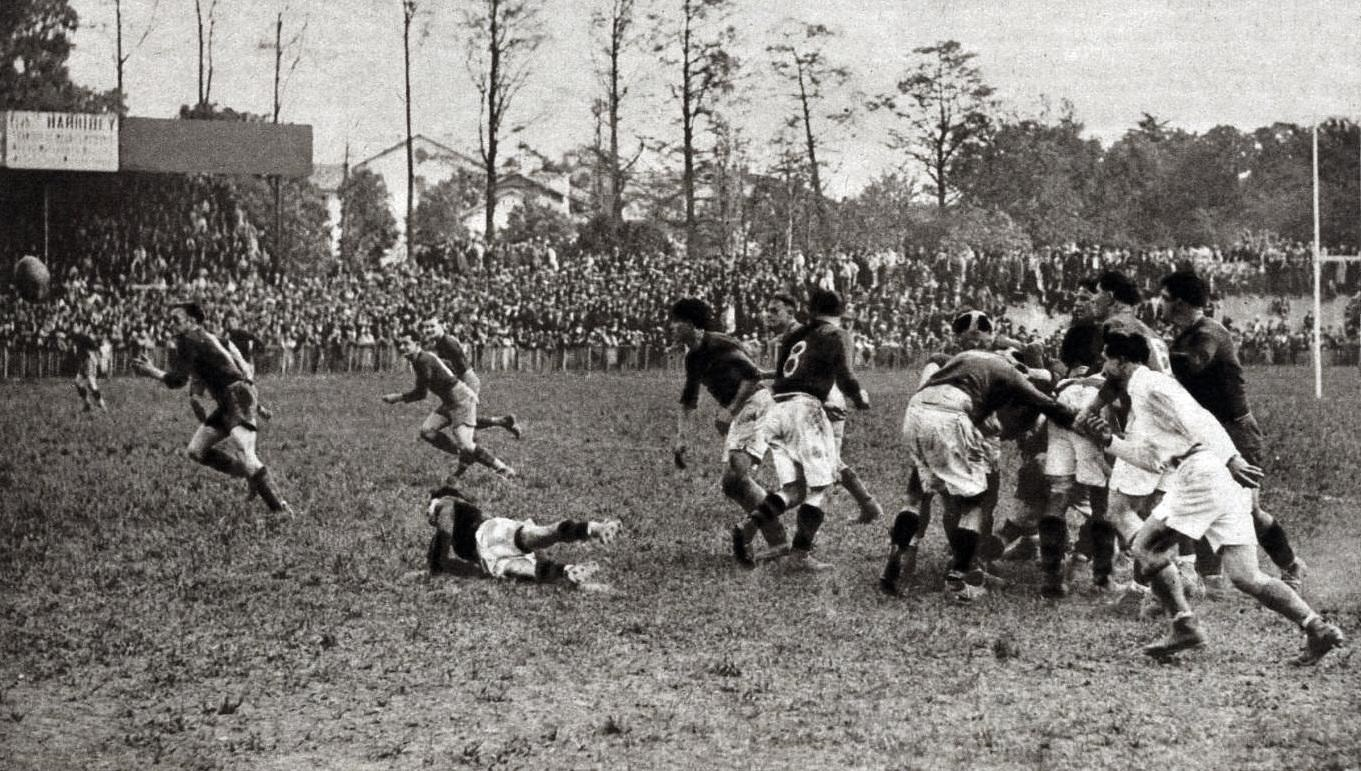
1930 (mai), finale du championnat de France au parc Lescure de Bordeaux, l'avant agenais Dupuy (culotte foncée) tente d'intercepter le ballon.

Mais l'année suivante, en 1930, le SU Agen va plus loin, éliminant en quart de finale le Stadoceste tarbais sur le score de 18-0, puis éliminant la Section paloise sur le score de 18-5 dans un match marqué par le décès de l'ailier agenais Michel Pradié, âgé de 18 ans, à la suite d'un violent plaquage à retardement de l'international Fernand Taillantou. En finale, les Agenais rencontrent l'US Quillan, finaliste en 1928 et champion de France en 1929. Cette première finale jouée par le SU Agen, le 18 mai 1930, est gagnée par les Agenais, sur le score de 4-0 grâce à un unique drop de Marius Guiral. Le SU Agen remporte alors son premier titre de champion de France. La scène se déroule au Parc Lescure, à Bordeaux. Ce premier Bouclier de Brennus, conquis de justesse après prolongations, en appellera bien d'autres. L'année suivante, le SU Agen termine en demi-finale, s'inclinant devant le Lyon OU. En 1939, le club agenais atteint encore les demi-finales du championnat, battu par l'USAP.
Par ailleurs, en 1932, le SU Agen remporte la première édition du challenge Yves du Manoir, compétition dont il est un des membres fondateurs en battant le Lyon OU (en poule).
L’année suivante, en 1933, c’est le club agenais qui finit second derrière l'équipe du Lyon OU (en poule) dans cette nouvelle compétition. Le SU Agen remporte donc des titres, dès les années 1930, dans les différentes compétitions majeures sur le plan national.

### La confirmation durant les années 1940

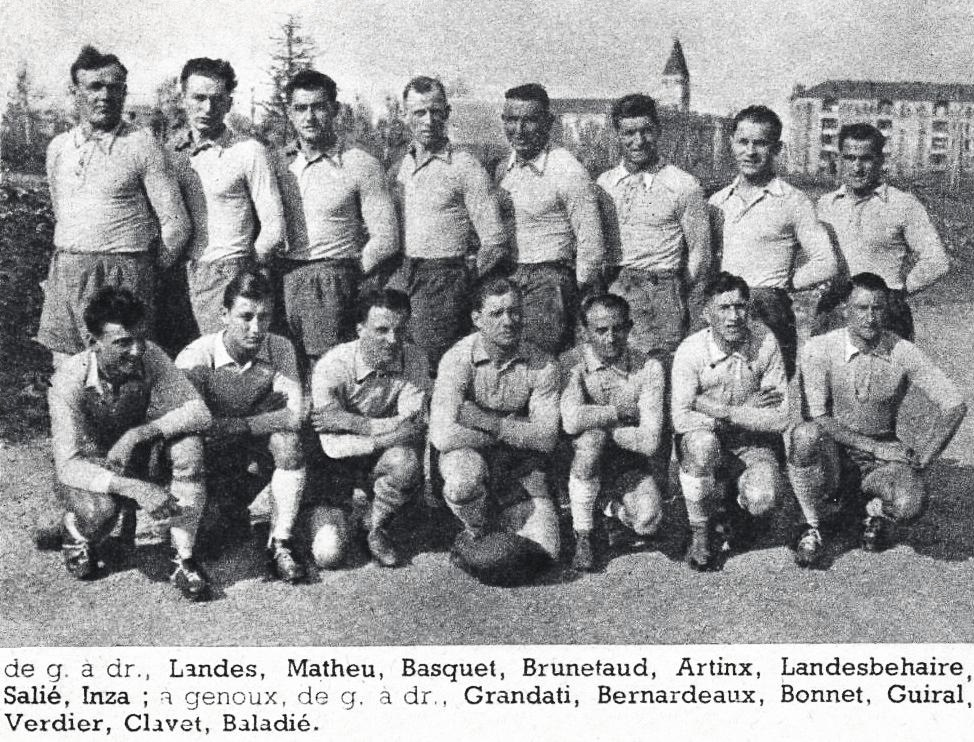
L'équipe finaliste du championnat en mars 1943.

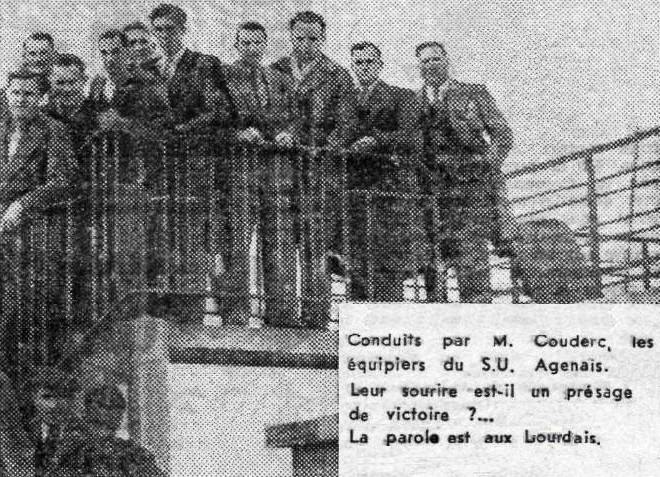
L'équipe championne de France en avril 1945.

Le SU Agen devient un habitué des demi-finales et des finales et ce autant en championnat de France qu'en coupe de France. De nouveaux titres sont ramenés par le club durant les années 1940. Le SU Agen joue la deuxième finale de championnat de son histoire en 1943, qu’il perd face à l'Aviron Bayonnais. Deux ans après, en 1945, après avoir battu ses voisins de l'US Fumel en demi-finale, les agenais jouent leur troisième finale de championnat contre le FC Lourdes et gagnent alors leur second titre de champion de France. Deux ans après, en 1947, après avoir battu le Paris université club en demi-finale, le SU Agen joue la quatrième finale de son histoire, qu'il perd contre le Stade toulousain. Ces trois finales disputées en cinq ans, avec un titre de champion à la clé, permettent au club de confirmer ce qu'il avait déjà montré la décennie précédente (titré en championnat de France et en challenge Yves du Manoir).
Par ailleurs, toujours durant les années 1940, le club agenais remporte deux autres titres au niveau national grâce à deux succès en deux finales jouées en coupe de France. Le premier tout d'abord en 1943 face au Stade bordelais ; le second en 1945 face à l'AS Montferrand. Le SU Agen est d'ores et déjà un club complet au niveau du palmarès, avec des titres remportés dans les trois compétitions majeures sur le plan national : championnat de France (2), challenge Yves du Manoir (1), coupe de France (2). Il ne reste plus qu'à étoffer ce palmarès faisant déjà d'Agen une place forte du rugby hexagonal.

### Les années 1950: une décennie sans titres
Durant les années 1950, le SU Agen participe aux phases finales chaque année, mais, contrairement aux années 1930 et 1940, il ne remporte aucun titre ; il se contente d'atteindre une demi-finale du championnat en 1952 face à l'USAP (qui sera finaliste), une demi-finale de Coupe de France en 1951, un quart de finale en 1951 face à l'US Carmaux (qui remportera le titre), les huitièmes de finale en 1953, 1954, 1956 et 1958, et enfin les 16e de finale à trois reprises en 1955, 1957 et 1959. Des années 1930 aux années 1990, ce sera la seule décennie durant laquelle le SU Agen ne remportera aucun titre. Le club agenais va largement se rattraper durant les trois décennies suivantes avec deux générations de joueurs qui vont faire du SU Agen un des clubs les plus titrés et parfaire son palmarès dans les compétitions majeures au niveau national.

### Les plus belles années du SU Agen: 1962-1994

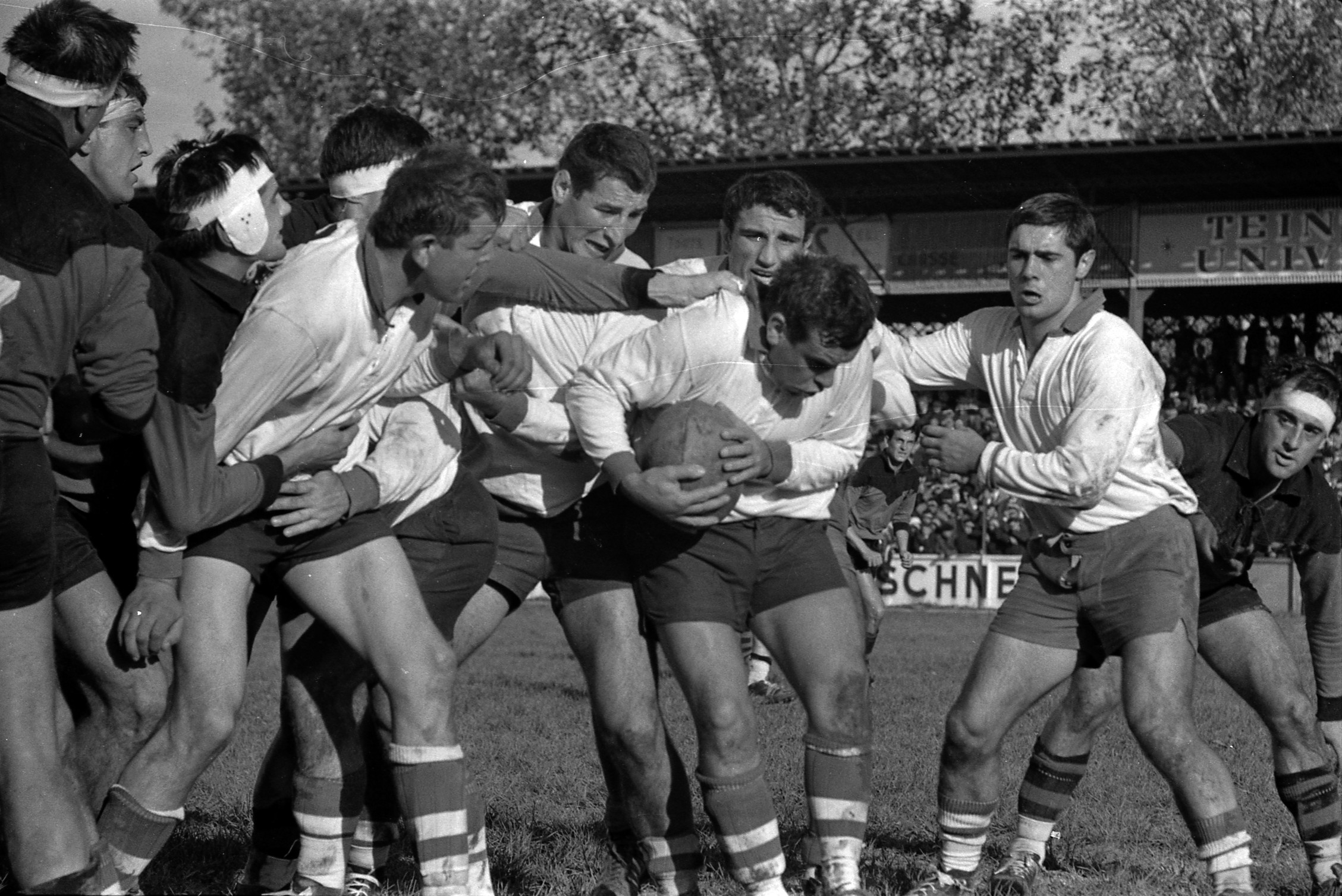
Victoire du SU Agen sur le terrain du Stade toulousain 9-6, pour le compte du championnat 1965-1966 grâce à un essai de l’ailier Pomiès.

Les plus belles années du SU Agen correspondent à une période d'une trentaine d'années, soit les années 1962-1992. Durant ces trois décennies, les nombreux titres remportés, les nombreux internationaux fournis à l'équipe nationale, les cadres au sein de la FFR ont participé à faire du SU Agen un club prestigieux, parfois jalousé. Cependant, le club n'a jamais dominé le Championnat comme ont pu le faire le FC Lourdes, l'AS Béziers, ou le Stade toulousain, à part peut-être durant les années 1962-1966, mais dans une moindre mesure (avec trois victoires, le SU Agen est le club ayant gagné le plus de titres de champion de France durant les années 1960). Le club agenais appartient au groupe relativement restreint des clubs les plus titrés au niveau national et ce autant en Championnat de France, qu'en Challenge Yves du Manoir, ou en Coupe de France. À la fin des années 1960, dans les trois compétitions majeures, le palmarès du club agenais est le suivant : championnat de France (5), challenge Yves du Manoir (2), coupe de France (2).
C'est durant la décennie 1960 que le SU Agen remporte le plus de titres de champion de France, avec trois victoires en trois finales. Ainsi, le club remporte son troisième titre de champion de France en 1962 face à l'AS Béziers, puis le quatrième titre en 1965 face au CA Brive et enfin le cinquième titre en 1966 face à l'US Dax. Le club agenais, en conservant son titre, valide alors un doublé historique. Par ailleurs, le SU Agen remporte sa seconde victoire en Challenge Yves du Manoir en 1963 face au CA Brive (il remporte alors 4 titres en cinq ans).
Durant les années 1970, le SU Agen ne dispute qu'une seule finale de championnat de France, qu'il remporte en 1976 face à l'AS Béziers (son sixième titre en huit finales, gagné sur le score de 13-10, après prolongations) grâce à une pénalité de Jean michel Mazas. Le club agenais joue également deux finales de challenge Yves du Manoir en 1970 contre Toulon et 1975 contre Béziers.

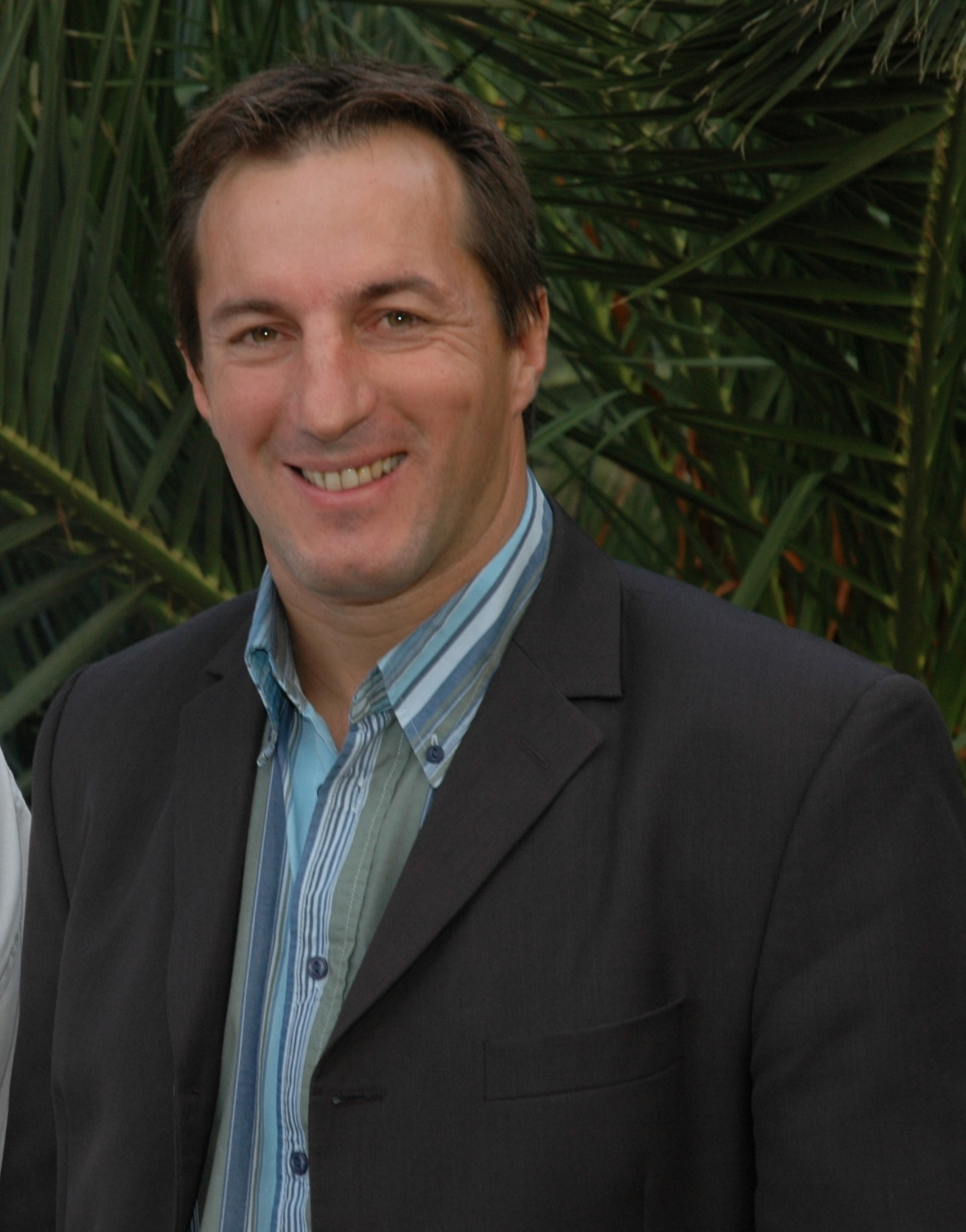
Philippe Sella

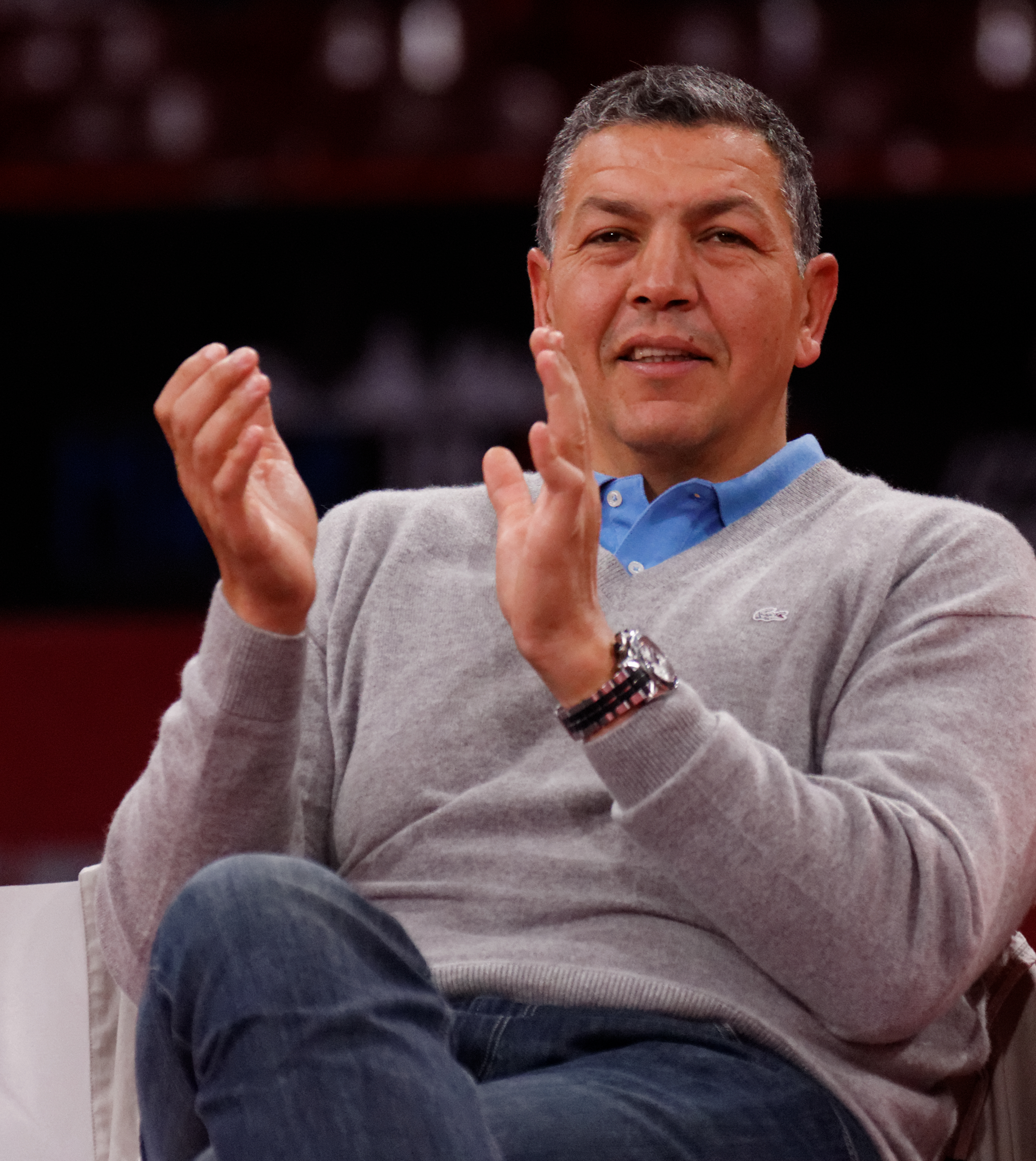
Abdelatif Benazzi

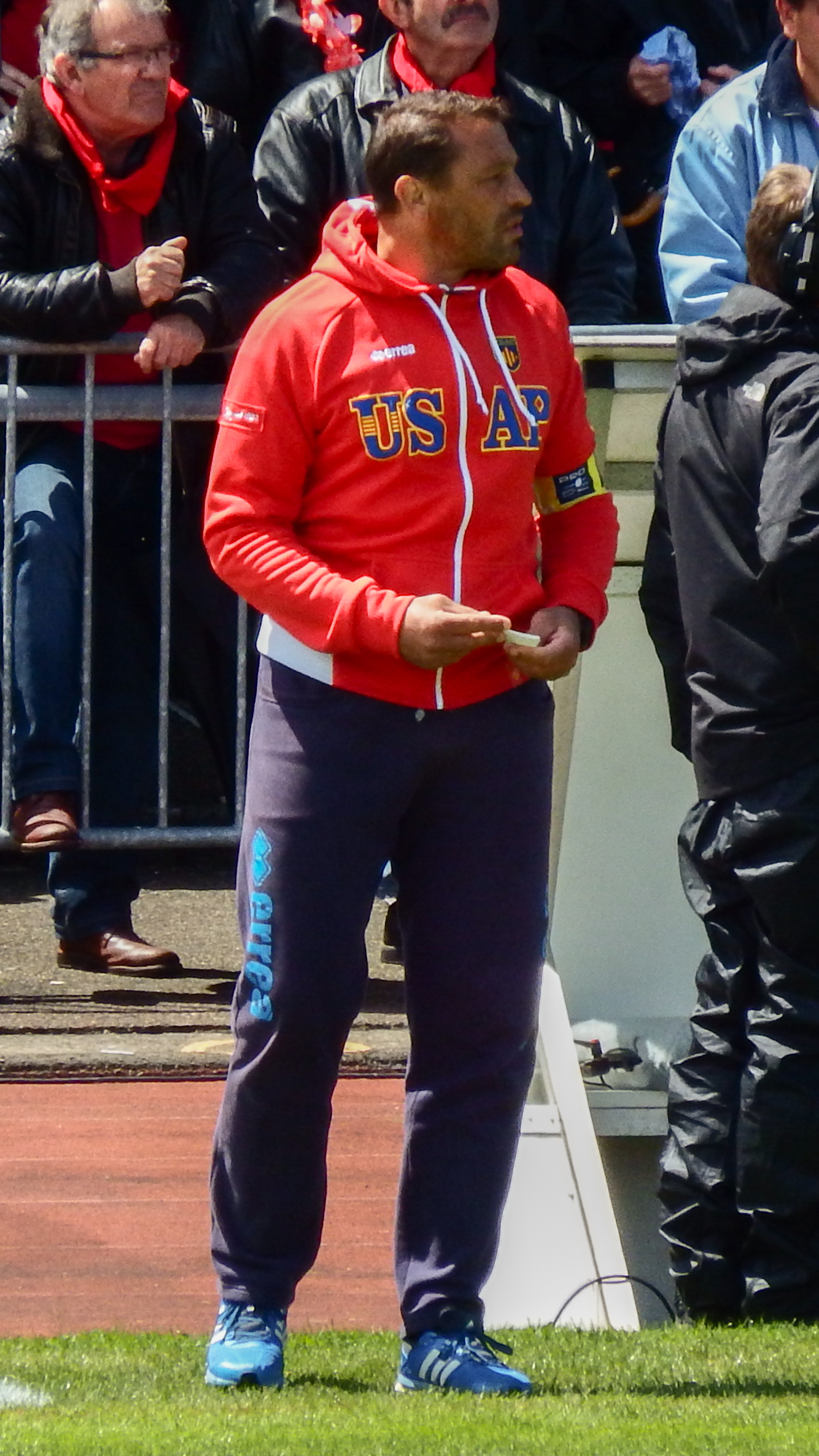
Philippe Benetton

Mais c'est durant les années 1982-1993 que le SU Agen connaît sa période la plus faste : il remporte le Championnat de France en 1982 (son septième titre en neuf finales), face à l’Aviron bayonnais. Puis en 1988, le club agenais remporte son huitième titre face au Stadoceste tarbais dans une finale sans essai qui ne laissera pas un souvenir impérissable. Le SU Agen a également été finaliste en 1984 face à AS Béziers (finale perdue aux tirs au but après un match nul 21-21 à l'issue des prolongations), en 1986 face au Stade toulousain, et en 1990 face au Racing club de France (après prolongations). Durant les années 1982-1990, le club agenais a participé à cinq finales en neuf années, ainsi qu’à trois demi-finales en 1983, 1987  et 1989. Une autre demi-finale sera disputée par les Agenais en 1993. On retrouvait alors presque systématiquement le SU Agen en demi-finale, ou bien en finale, ou bien remportant le titre de champion (les Agenais ont atteint le "dernier carré" huit fois en neuf années).
Agen est également l’équipe qui marque le plus de points en championnat dans la dernière période de l’ère amateur (1981 à 1994) avec 573 points devant Toulouse 572, Grenoble et Toulon 549.
Il faut ajouter à cela six finales du Challenge Yves du Manoir disputées : trois titres remportés en 1963 face au CA Brive, en 1983 face au RC Toulon, et en 1992 face au RC Narbonne (le SU Agen gagne alors son dernier titre national dans une compétition majeure) et trois finales perdus en 1970 face au RC Toulon, en 1975 face à l'AS Béziers, et en 1987 face au FC Grenoble.
Cette période se termine donc pour le SU Agen avec un bilan de six titres en championnat de France en 1962, 1965, 1966, 1976, 1982 et 1988 (ainsi que trois finales perdues en 1984, 1986 et 1990), et trois titres en challenge du Manoir en 1963, 1983 et 1992 (ainsi que trois finales perdues en 1970, 1975 et 1987), soit neuf titres remportés en compétitions majeures sur quinze finales disputées. On remarque les cinq victoires consécutives en finale du championnat de France en 1962, 1965, 1966, 1976 et 1982. Le club agenais a désormais un palmarès envié dans les trois compétitions majeures au niveau national : Championnat de France (8), Challenge Yves du Manoir (4), Coupe de France (2).
C'est en 1995 qu'a lieu l'avènement du professionnalisme. La « grande époque » du SU Agen se termine en douceur mais le club reste une valeur sûre du championnat, disputant une demi-finale en 1997 face au Stade toulousain futur Champion (quatre ans après avoir atteint ce niveau de la compétition face au FC Grenoble en 1993 privé par la suite du titre après une finale polémique). Par ailleurs, le club agenais compte toujours dans ses rangs des internationaux et reste donc un club qui compte. Au niveau continental, le SU Agen dispute en 1997 une première demi-finale de Challenge européen. L'année suivante, en 1998, le club agenais atteint la finale du Challenge européen et s'incline devant l'US Colomiers.

### Le bilan du SU Agen: un palmarès étoffé
Par son palmarès en Championnat de France, le SU Agen est le quatrième club français, avec huit titres conquis en 1930, 1945, 1962, 1965, 1966, 1976, 1982 et 1988 (à égalité avec Lourdes qui a également remporté huit fois le championnat), derrière le Stade toulousain (23 titres), le Stade français Paris (14 titres) et l'AS Béziers (11 titres). Le SU Agen a atteint ou dépassé les demi-finales du championnat de France à 27 reprises entre 1929 et 2003, soit plus d'une année sur trois.
Pour ne pas en rester là, le club de Lot-et-Garonne, cher à Albert Ferrasse, l'ancien président de la FFR, compte également deux succès en Coupe de France en 1943 et 1945, et quatre victoires en Challenge Yves du Manoir en 1932, 1963, 1983 et 1992. Le SU Agen a également gagné le challenge Armand Vacquerin en 1999, le Challenge Jean Bouin en 1989, le Challenge Jules Cadenat en 1972 et le Bouclier d'automne en 1973, 1975 et 1979. En tenant compte des seules compétitions majeures, de 1930 à 2002, le club agenais a disputé vingt-cinq finales dont quatorze victoires.
Le SU Agen a également disputé des matchs contre des équipes anglaises, galloises, écossaises, irlandaises, italiennes, mais aussi contre l'équipe de Bucarest, l'équipe d'Algérie, l'équipe de Géorgie et l'équipe du Portugal (plus une équipe espagnole lors de la saison 2011-2012).
De nombreux internationaux ont porté les couleurs du SU Agen : Albert Ferrasse, Pierre Berbizier, Daniel Dubroca, Abdelatif Benazzi ou encore Philippe Benetton, Philippe Sella, Laurent Seigne, Guy Basquet, Philippe Bérot, Pierre Lacroix, Dominique Erbani, Jacques Gratton, Serge Méricq, François Gelez, Pepito Elhorga, Cédric Heymans, Christophe Lamaison, Francesco Zani, Rupeni Caucaunibuca, Omar Hasan, Christian Califano, Marc Dal Maso, Maxime Machenaud, Brice Dulin. Le club agenais a fourni (à ce jour, en juin 2012) 66 internationaux dont six capitaines à l'équipe de France de rugby (Basquet, Barrau, Lacroix, Dubroca, Berbizier et Benazzi).
Le dernier titre du SU Agen dans une compétition majeure remonte à l'année 1992, avec la victoire sur le RC Narbonne à Brive en finale du Challenge Yves du Manoir, sur le score de 23-18.

### Les compétitions européennes: 1997-2007
Au niveau continental, le SU Agen a participé à deux reprises à la Coupe d'Europe (H Cup), sans jamais se qualifier pour les quarts de finale. Le club agenais a terminé en troisième position de sa poule en 2003-2004, derrière le club gallois de Llanelli RFC et le club anglais de Northampton Saints.
Puis, c'est durant l'année 2006-2007, au terme de laquelle le club sera relégué en Pro D2, que le SU Agen marque le plus les esprits en H Cup, après avoir battu au match-aller et au match-retour le club anglais de Gloucester RFC et le club écossais d'Édimbourg. Le SU Agen termine les matchs de poule avec une honorable place de second, derrière le club irlandais du Leinster, ratant de peu la qualification pour le quart de finale (le club agenais termine alors parmi les douze meilleurs clubs européens, amplifiant ainsi la surprise au moment de la descente en Pro D2 quelques semaines plus tard).
Quant au Challenge européen, le SU Agen a disputé et perdu une finale en 1998 face à l'US Colomiers, perdue sur le score peu flatteur de 43-5, et a atteint les demi-finales à trois reprises (une victoire en 1998 face aux Newcastle Falcons, deux défaites face au Castres olympique en 1997 et face au RC Narbonne en 2001). Lors de ses trois participations à cette compétition, le SU Agen a toujours terminé à la première place de sa poule (saisons 1996-1997, 1997-1998 et 2000-2001).
Par ailleurs, la FIRA avait organisé la Coupe d'Europe des Clubs Champions durant les années 1960, où étaient conviées des équipes allemandes, roumaines et françaises (sans la participation des nations britanniques). Le SU Agen y a participé en 1966-1967.

### Le SU Agen des années 2000-2007

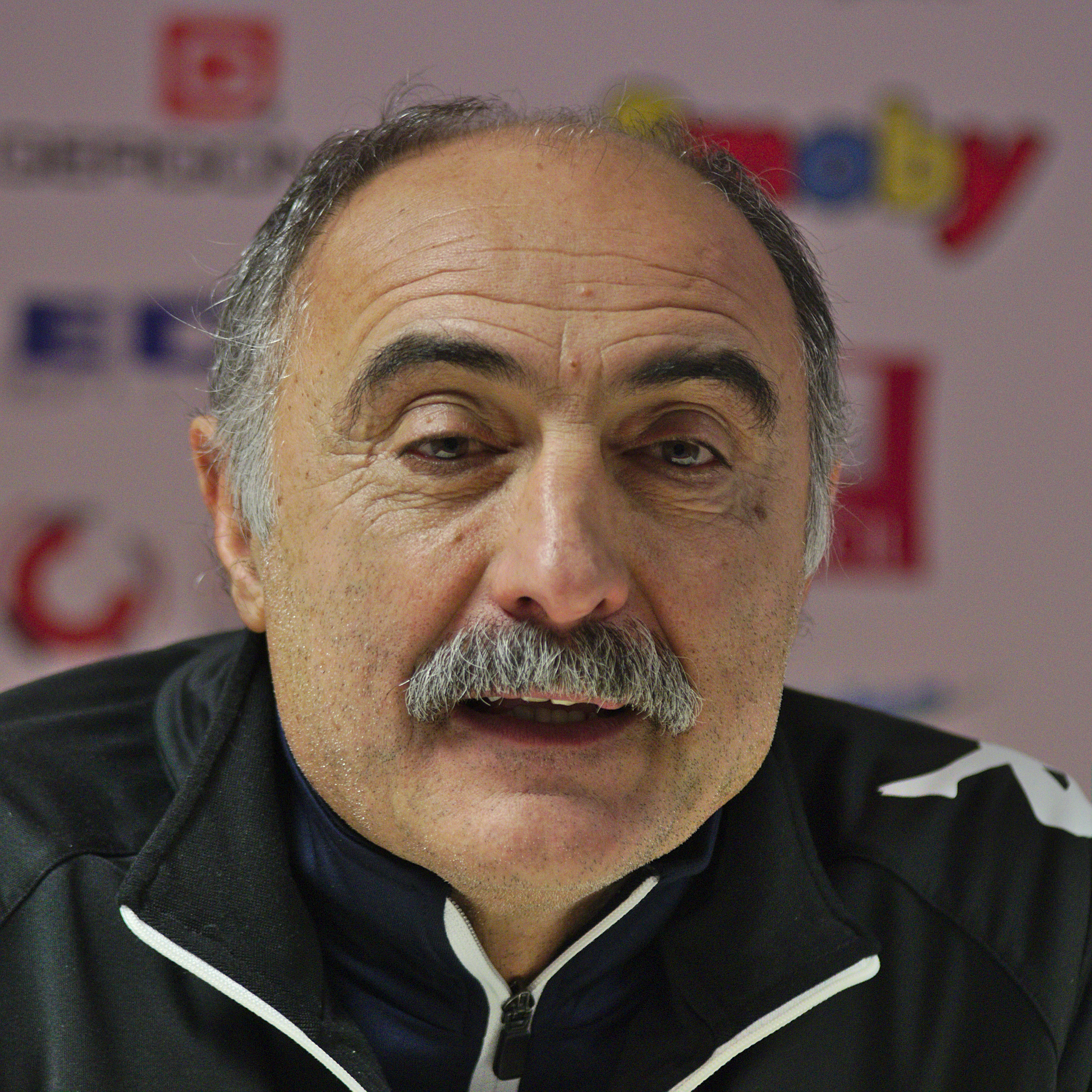
Christian Lanta, manager du SU Agen de 1998 à 2006 puis de 2008 à 2012

Le visage de l’élite rugbystique a considérablement changé depuis l’avènement du professionnalisme. Contrairement à d'autres clubs, le SU Agen a réussi à bien négocier, dans l'ensemble, les changements dus au passage au professionnalisme. Depuis le début des années 2000, le SU Agen a accompli plusieurs belles saisons (malgré d'importants problèmes financiers puisque le club a dû vendre le Stade Armandie à la mairie d'Agen). En 2000, le SU Agen termine à la 3e place de sa poule et rate de très peu la qualification pour les barrages permettant d'accéder ou pas à la demi-finale. Durant la saison 2000-2001, le club agenais parvient en quart de finale, battu par l'AS Montferrand, après avoir terminé 7e du Championnat.
En 2002, pour la deuxième édition du Top 16, les hommes de Christophe Deylaud créent la surprise en demi-finale en battant le Stade toulousain. Cela faisait quatorze ans que le SU Agen n’avait plus disputé une finale de championnat de France. Mais les Agenais chutent en finale devant le Biarritz olympique après un match indécis jusqu'à la dernière seconde des prolongations. Une année faste pour le SU Agen qui, à la suite d'une décision de l'ERC, ne disputera pourtant pas la Coupe d'Europe cette année-là. Puis, malgré le départ de nombreux joueurs cadres, la saison 2002-2003 est une saison record pour le club qui finit premier de la saison régulière en Championnat en ayant enchaîné un record d'invincibilité dans le Top 16. Le SU Agen finit en demi-finale contre le Stade toulousain qui prend alors sa revanche malgré une nette domination des avants agenais sous la canicule de la Mosson à Montpellier.

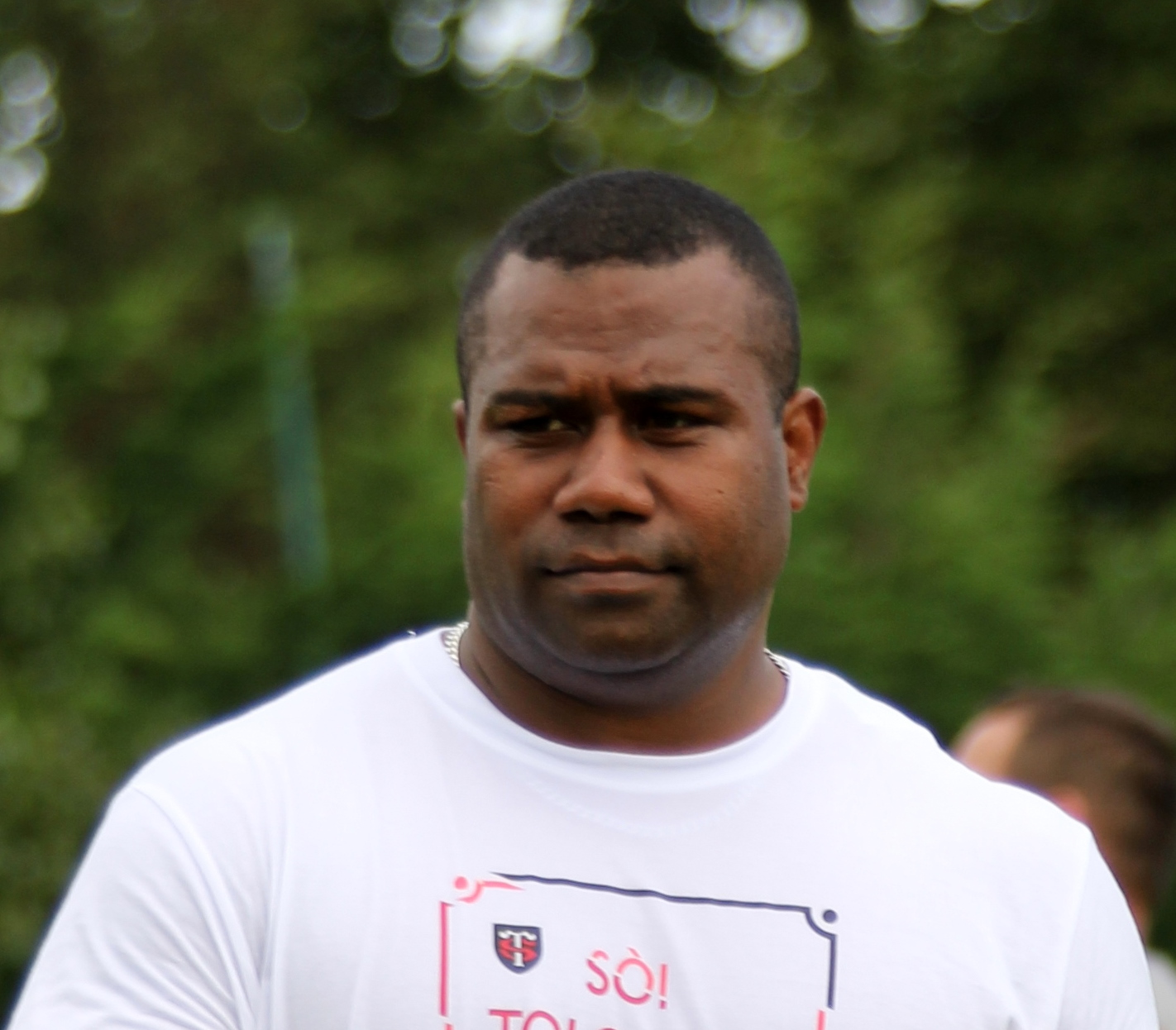
Rupeni Caucaunibuca

En 2003-2004, le SU Agen termine à la 5e place de sa poule et joue les play-down. L'équipe malgré l'arrivée de l'ailier Rupeni Caucaunibuca qui marquera 65 essais en 6 saisons sous le maillot agenais n'arrive plus à jouer les tout  premiers rôles du Top 14 les saisons suivantes (7e place du Top 16 en 2004-2005) malgré une cinquième place pleine d'espoir à l'issue de la saison 2005-06. Le club avait connu une très bonne dynamique durant la deuxième phase de la saison, en hommage au duo d'entraîneurs Deylaud-Lanta, ces derniers ayant annoncé leur départ du SU Agen pour la fin de la saison en cours.
Au début de la saison 2006-07, le SU Agen est une équipe qui a encore changé de visage, avec 16 départs et 16 arrivées parmi les joueurs ainsi que deux nouveaux entraîneurs : les résultats sont mitigés, sauf en Coupes d'Europe où ils sont prometteurs. Mais l'année s'achève par une descente inattendue en Pro D2, ce que personne n'aurait osé imaginer quelques mois auparavant. Alors doté du sixième budget du championnat (9,3 millions d'euros), le club qui avait l'ambition de se qualifier pour la Coupe d'Europe glisse vers la fin du classement lors des dernières journées (3 points pris lors des 7 derniers matches). Après une ultime défaite à domicile contre le Stade français Paris, le SU Agen, tombé en position de relégable lors de l'avant-dernière journée, descend à l'étage inférieur pour la première fois depuis les années 1920. On peut sans doute expliquer cette grande déception par une corrélation de nombreux facteurs. La descente en deuxième division a été un traumatisme pour le club et pour les supporters.

### Le SU Agen en Pro D2: 2007-2010
Malgré la descente imprévue en Pro D2, Henry Broncan, en provenance du FC Auch, prend ses fonctions d'entraîneur. Ce dernier connaît très bien le championnat de Pro D2 qu'il a gagné avec le club auscitain à l'issue des saisons 2003-2004 et 2006-2007.
Le début de la saison 2007-08 de Pro D2, dont le niveau est très relevé, est loin d'être facile pour le club, qui se sépare de quatre joueurs (dont Pépito Elhorga) dans le cadre d'un « réajustement budgétaire ». Un peu plus tard durant la même saison, c'est l'ailier fidjien Rupeni Caucaunibuca qui est libéré (meilleur marqueur d'essais du Top 14 en 2004-05 et 2005-06).
En 2008, le SU Agen fête son centenaire (on remarque la parution d’un ouvrage). Le club espérait finir dans les premières places afin de disputer une demi-finale et peut-être aller plus loin. Mais une défaite face à Lyon OU lors de la dernière journée empêche le SU Agen de terminer dans les cinq premières places donnant accès aux demi-finales.
Pour la saison 2008-2009, le trio Broncan-Lanta-Deylaud, formule inédite, a pour objectif la construction d'une équipe basée sur un effectif de jeunes joueurs français nés vers 1987, sans oublier certains joueurs cadres ayant préféré rester au SU Agen malgré la descente en Pro D2. Désormais, l'heure semble ne plus être au recrutement de joueurs étrangers. Le SU Agen a pour objectif de faire mieux que durant la saison 2007-2008 : jouer une demi-finale, voire la finale, voire peut-être réussir la remontée en Top 14 ; mais le long championnat de Pro D2 est relativement homogène et suffisamment difficile pour ce dernier objectif ; le trio Broncan-Lanta-Deylaud s'est donné deux années, soit à l'horizon 2010 pour la remontée en Top 14. On espère tout d'abord que le club réussisse à trouver sa place parmi les cinq premiers clubs du championnat de Pro D2. Pour la saison 2008-2009, le recrutement des nouveaux joueurs a été accompli par Henry Broncan et les entraîneurs Christian Lanta et Christophe Deylaud n'y ont pas participé. Le SU Agen travaille à long terme afin de construire une équipe basée sur le jeu de mouvement, bien que les spécificités du Pro D2 impliquent une nécessaire adaptation (en attendant la remontée). L'objectif du club est également d'être doté d'un centre de formation efficient et reconnu grâce à une politique volontariste envers les jeunes joueurs.
Grâce à sa deuxième place, le club agenais atteint son objectif en se qualifiant pour les demi-finales à l'issue de la phase régulière de la Pro D2 2008-2009. La demi-finale, contre le club arrivé en 5e position, à savoir l'US Oyonnax, a lieu au Stade Armandie. Mais les agenais, sans doute à cause de la pression, sortent leur plus mauvais match de la saison et l'équipe d'Oyonnax crée la surprise en remportant la demi-finale sur le score de 18-15. Le SU Agen accomplit donc sa troisième année consécutive en Pro D2 en 2009-2010.
Des joueurs cadres, il y a encore peu de temps, comme Mathieu Barrau (préparateur physique), ou il y a plus longtemps, comme Jean-Jacques Crenca (avants), encadrent désormais les joueurs du club (jeunes joueurs ou pas). Par ailleurs, François Gelez encadre les espoirs (arrières) tout en continuant sa carrière de joueur professionnel. Pour la saison 2009-2010, l'objectif du club agenais est de faire mieux que la saison précédente et les médias ont tendance à considérer le SU Agen comme étant le favori du Pro D2 2009-2010. Mais l'entraîneur Christian Lanta refuse que le SU Agen ait ce rôle de leader.
Toutefois, en dominant le championnat 2009-2010 grâce à une première place conservée durant la majeure partie du championnat, le club agenais remporte de façon indiscutable son premier titre de champion de Pro D2, bien qu'il ait fallu attendre l'avant dernière journée pour que la remontée en Top 14 soit officielle.

### Le retour du SU Agen au sein de l'élite: 2010-2011

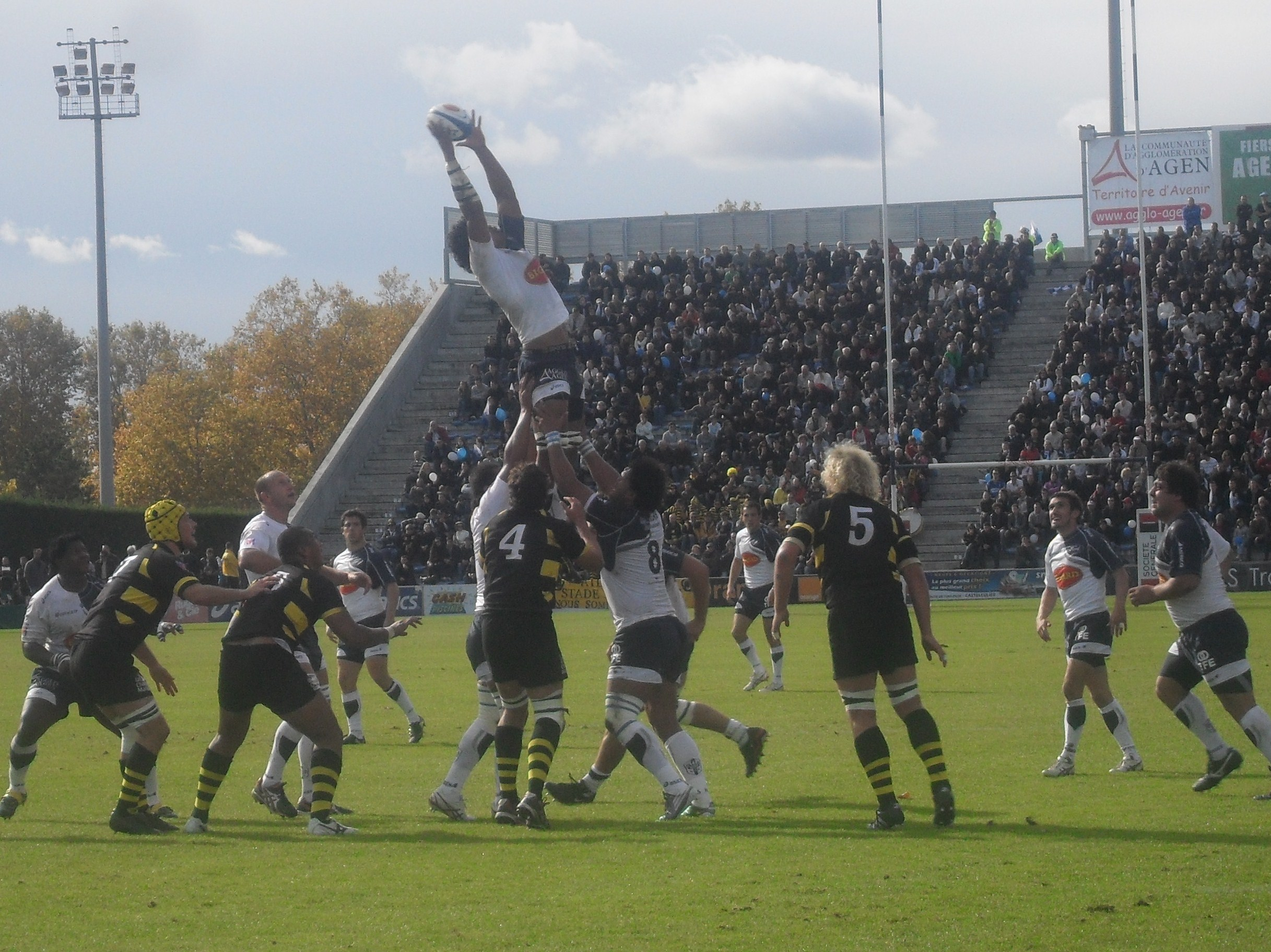
Touche agenaise lors d'Agen - La Rochelle en 2010.

Après avoir passé trois années dans l'anti-chambre de l'élite, le club agenais a su trouver les ressources pour rebondir et retrouver le Top 14 pour la saison 2010-2011. Le championnat de première division a beaucoup évolué et le Sporting avait un défi difficile à honorer : le maintien dans l'élite dans le cadre d'une compétition désormais particulièrement relevée. Quatorze nouveaux joueurs ont été recrutés pour la montée en Top 14. En cours de saison, le SUA se sépare de son ailier Rupeni Caucaunibuca pour cause de retard répétés aux reprises de saisons et de non-respect des directives de forme physique. L'ailier fidjien est alors courtisé par plusieurs équipes de Top 14 et rejoint finalement le Stade toulousain. En raison de nombreux blessés durant l'hiver, le SUA recrute les jokers médicaux Dewald Senekal (RC Toulon) et Silvère Tian (CS Bourgoin-Jallieu). L'année 2010-2011 a été marquée par un départ relativement poussif, conséquence d'une nécessaire adaptation. Le club enchaînait les défaites et restait bloqué aux deux dernières places du classement. Cependant, certains bons résultats à domicile avec la victoire contre Biarritz et un match nul face à Perpignan ont prouvé que le SUA avait sa place dans le Top 14. Plus tard dans la saison, avec la venue du Stade Rochelais à Armandie lors de la 11e journée, le SUA parvient à franchir un palier en décrochant une victoire contre un concurrent direct. La saison est enfin lancée. La journée suivante, les Agenais réussissent à battre un ténor du championnat (Racing Métro 92) et s'ensuivent alors quatre mois de bons, voire de très bons matchs à domicile. La victoire bonifiée à Brive a permis au SUA de franchir un nouveau palier. En effet, les Agenais parviennent alors à rattraper leur retard et à se placer en position favorable pour le maintien par rapport à leurs deux concurrents directs (La Rochelle et Brive). Puis, lors de la 19e journée, le SUA bat le RCT de façon convaincante et permet à l'équipe de passer une nouvelle étape. Le maintien est définitivement assuré lors de la victoire sur le terrain de l'autre promu (La Rochelle). Le SUA termine la saison avec une honorable 10e place, déjouant ainsi presque tous les pronostics. Les dirigeants du club peuvent alors peaufiner le recrutement pour la saison 2011-2012. On remarque l'évolution du public agenais qui est plus patient et moins exigeant que par le passé (sans doute grâce aux trois années passées en Pro D2), ce qui lui a permis d'apprécier particulièrement la deuxième moitié de saison durant laquelle le SUA a assuré son maintien de façon honorable.

### La consolidation du projet du SU Agen: 2011-2015
Pour la saison 2011-2012, l'équipe garde l'ossature de la saison 2010-2011. Peu de changements sont annoncés : 7 joueurs ont été recrutés, plus les deux jokers médicaux Silvère Tian et Dewald Senekal arrivés au cours de la saison 2010-2011. L'augmentation du budget du club devrait se faire de manière progressive au cours des saisons à venir et le SUA a un des deux plus petits budgets du Top 14 pour l'année 2011-2012. L'objectif du club agenais est de se maintenir dans l'élite, d'essayer de faire aussi bien voire peut-être mieux qu'au cours de la saison 2010-2011. Cet objectif est loin d'être facile car le Top 14 est une compétition relevée, avec environ 8 ou 9 clubs pouvant espérer se qualifier pour les barrages et/ou les demi-finales. Cependant, le championnat 2011-2012 est en partie « faussé » par l'absence de nombreux joueurs français et étrangers sélectionnés pour la Coupe du monde, ce qui peut avantager ou désavantager certains clubs. Le club agenais a effectué une très bonne première moitié de saison, se situant dans les six premiers clubs du Top 14 durant de nombreuses semaines. Puis, l'annonce de la non conservation du duo Lanta-Deylaud a eu raison de cette belle dynamique et le SUA a dû attendre la fin du championnat pour assurer définitivement son maintien, sans toutefois avoir de réelles inquiétudes par rapport au principal objectif : le maintien dans l'élite. Le SUA termine la saison 2011-2012 à la 10e place (avec le 13e budget).
Le nouveau staff, composé de Philippe Sella, David Darricarrère et Mathieu Blin, va pouvoir écrire une nouvelle page de l'histoire du club agenais. L'équipe garde l'ossature de la saison 2011-2012 avec 10 départs et l'arrivée de 10 recrues pour la saison 2012-2013. Cependant en 2012-2013, le club échoue dans son opération maintien, le club redescend en 2013 en Pro D2. La saison de Pro D2 2013-2014 est une réussite pour les agenais qui terminent 2e à la fin de la phase régulière. Puis, les agenais décrochent une place pour la finale d'accession au Top 14 avec une demi-finale gagnée aux dépens de Narbonne 25 à 17, avant de s'incliner en finale face à La Rochelle 31 à 22. L'année suivante, lors de l'exercice 2014-2015, le SUA termine 4e de la phase régulière. Les Agenais jouent leur demi-finale contre Perpignan dans leur stade d'Aimé-Giral, et parviennent à se qualifier sur le score de 32 à 32 grâce à un meilleur nombre d'essais. La finale à Toulouse contre le Stade montois voit les joueurs du Lot-et-Garonne s'imposer face aux voisins landais sur le score de 16 à 15.

### Nouveau projet autour de la formation: 2015-2020
Promu en Top 14 pour la saison 2015-2016, le SUA affiche le plus petit budget de Top 14 et ne vise rien d'autre que le maintien. La marche est cependant trop haute pour les Agenais qui terminent la saison avec 5 victoires pour 21 défaites et sont relégués en Pro D2 en compagnie de l'US Oyonnax. Régulier tout au long de la saison 2016-2017, Agen termine à la deuxième place, à trois points d'Oyonnax, et se qualifie pour les phases finales. En demi-finale, le club bat Biarritz à domicile (26-14) et se retrouve le voisin Montauban en finale à Bordeaux. Dominateur, le SUA marque 5 essais et remporte logiquement le match (41-20). Après une saison en Pro D2, Agen retrouve l'élite. En fin de contrat, le manager Mathieu Blin n'est pas conservé malgré la montée. Il est remplacé par ses deux anciens adjoints, Mauricio Reggiardo (avants) et Stéphane Prosper (trois-quarts).
Une fois n'est pas coutume, le SUA se présente en Top 14 lors de la saison 2017-2018 avec pour seule ambition de s'y maintenir. Proposant un jeu ambitieux et offensif, Agen fait tomber de nombreux adversaires à Armandie, comme le Racing 92, Montpellier, Toulon, Clermont ou Castres, le futur champion. Le club remporte également deux victoires importantes à l'extérieur, à Pau et au Stade Français, et termine à la onzième place du championnat avec sept points d'avance sur Oyonnax, premier relégué. Malgré un budget une nouvelle fois serré, Agen s'appuie sur un centre de formation de grande qualité, qui sera désigné meilleur de France par la Ligue nationale de rugby pour la saison 2017-2018. Après sa belle saison dans l'élite, le SUA perd de nombreux joueurs. Arthur Joly (La Rochelle), Antoine Erbani (Pau), Pierre Fouyssac (Toulouse), Filipo Nakosi (Toulon) ou encore George Tilsley (Bordeaux-Bègles) quittent ainsi le club. À l'inverse, des joueurs importants comme Andrés Zafra, Romain Briatte ou Léo Berdeu rejoignent Agen pour la saison 2018-2019. Plus attendu par ses adversaires, le SUA souffre mais remporte des victoires importantes contre ses concurrents directs Perpignan et Grenoble, qui lui permettent de se maintenir une nouvelle fois en Top 14.
À la fin de la saison, Mauricio Reggiardo et Stéphane Prosper sont nommés entraîneurs du Castres olympique. Christophe Laussucq, ancien coach de Mont-de-Marsan, prend les rênes du SUA. Une nouvelle fois, de nombreux joueurs qui ont contribué au maintien d'Agen la saison précédente quittent le club, comme Facundo Bosch, Denis Marchois, Yoan Tanga, Antoine Miquel, Jake McIntyre ou Julien Hériteau.
La saison est une nouvelle fois compliquée pour le SUA, qui lutte pour sa survie. Alors que le SUA est treizième du Top 14 avec un point d'avance sur le dernier le Stade français, la saison régulière est suspendue puis stoppée par la pandémie de Covid-19 en France ; la saison 2019-2020 est définitivement annulée à la fin du mois d'avril.

### Rétrogradation en Pro D2 2021
Le SU Agen ne gagne pas le moindre match en Top 14 et après une saison cauchemardesque, le club descend en Pro D2 réalisant la plus mauvaise saison de son histoire.

### Trente-quatre défaites consécutives en championnat
Agen subit une série de trente-quatre défaites consécutives en championnat entre le Top 14 et la Pro D2.
À l'issue de la saison 2022, le club termine à la treizième place du Championnat à l'issue de la saison régulière échouant ainsi à se qualifier pour les barrages.
Émilien Gailleton, Gauthier Maravat et Paul Graou vont se révéler cette saison.

## Image et identité

### Couleurs et maillots
Les couleurs du club sont le blanc et le bleu.

### Logo
En mars 2020, le créateur du logo instauré dans les années 2000 fait valoir ses droits d'auteur, demandant l'arrêt de son utilisation ou la négociation d'une compensation financière. En conséquence, une procédure est lancée pour en adopter un nouveau. Le 19 juin, le club dévoile ainsi son nouveau logo.

Évolution du logo
Ancien logo.
Ancien logo.
Logo abandonné le 19 juin 2020.
Logo instauré le 19 juin 2020.

### Rivalités
Agen partage une rivalité avec le Stade toulousain et le FC Auch dans des derbys régionaux pour des classiques du championnat de France.

## Palmarès

### Détail du palmarès
| Compétitions nationales | Compétitions internationales |
| --- | --- |
| Championnat de France 1re division - Champion (8) : 1930, 1945, 1962, 1965, 1966, 1976, 1982, 1988. - Vice-champion (6) : 1943, 1947, 1984, 1986, 1990, 2002 Championnat de France de 2e division - Champion (1) : 2010 - Vice-champion (2) : 2015 et 2017 | Challenge européen - Finaliste (1) : 1998 Coupe d'Europe des clubs champions FIRA - Finaliste (1) : 1967 |
| Autres Compétitions | Compétitions de jeunes |
| Challenge Yves du Manoir - Vainqueur (4) : 1932, 1963, 1983 et 1992 - Finaliste (4) : 1933, 1970, 1975 et 1987 Coupe de France - Vainqueur (2) : 1943 et 1945 Challenge Jean-Bouin - Vainqueur (2) : 1989 et 1993 Championnat de France équipes réserves - Vainqueur (4) : 1971, 1972, 1973 et 1978 Championnat Zone Sud - Champion (1) : 1943 Bouclier d'automne - Vainqueur (3) : 1973, 1975, 1979 Challenge Jules Cadenat - Vainqueur (1) : 1972 - Finaliste (4) : 1971, 1973, 1974, 1976 Challenge Armand Vaquerin - Vainqueur (1) : 1999 | Championnat de France espoir - Vainqueur (1) : 2004 - Finaliste (2) : 2005, 2010, 2013 Coupe Frantz Reichel Juniors - Vainqueur (2) : 1967 et 1969 Coupe René Crabos Juniors - Vainqueur (3) : 1958, 1991 et 2009 |

### Finales disputées
On accède à l'article qui traite d'une saison particulière en cliquant sur le score de la finale.
| Date de la finale | Vainqueur             | Score         | Finaliste          | Lieu de la finale                 | Spectateurs |
| ----------------- | --------------------- | ------------- | ------------------ | --------------------------------- | ----------- |
| 18 mai 1930       | SU Agen               | 4 – 0 a. p.   | US Quillan         | Parc Lescure, Bordeaux            | 28 000      |
| 21 mars 1943      | Aviron bayonnais      | 3 – 0         | SU Agen            | Parc des Princes, Paris           | 28 000      |
| 7 avril 1945      | SU Agen               | 7 – 3         | FC Lourdes         | Parc des Princes, Paris           | 30 000      |
| 13 avril 1947     | Stade toulousain      | 10 – 3        | SU Agen            | Stade des Ponts Jumeaux, Toulouse | 25 000      |
| 27 mai 1962       | SU Agen               | 14 – 11       | AS Béziers         | Stadium, Toulouse                 | 37 705      |
| 23 mai 1965       | SU Agen               | 15 – 8        | CA Brive           | Stade de Gerland, Lyon            | 28 758      |
| 22 mai 1966       | SU Agen               | 9 – 8         | US Dax             | Stadium, Toulouse                 | 28 803      |
| 23 mai 1976       | SU Agen               | 13 – 10 a. p. | AS Béziers         | Parc des Princes, Paris           | 40 300      |
| 29 mai 1982       | SU Agen               | 18 – 9        | Aviron bayonnais   | Parc des Princes, Paris           | 41 165      |
| 26 mai 1984       | AS Béziers            | 21 – 21 a. p. | SU Agen            | Parc des Princes, Paris           | 44 076      |
| 24 mai 1986       | Stade toulousain      | 16 – 6        | SU Agen            | Parc des Princes, Paris           | 45 145      |
| 28 mai 1988       | SU Agen               | 9 – 3         | Stadoceste tarbais | Parc des Princes, Paris           | 48 000      |
| 26 mai 1990       | Racing club de France | 22 – 12 a. p. | SU Agen            | Parc des Princes, Paris           | 45 069      |
| 8 juin 2002       | Biarritz olympique    | 25 – 22 a. p. | SU Agen            | Stade de France, Saint-Denis      | 78 457      |

| Date de la finale | Vainqueur   | Score            | Finaliste   | Lieu de la finale                        | Spectateurs |
| ----------------- | ----------- | ---------------- | ----------- | ---------------------------------------- | ----------- |
| 1932              | SU Agen     | saison régulière | Lyon OU     |                                          |             |
| 1933              | Lyon OU     | saison régulière | SU Agen     |                                          |             |
| 8 juin 1963       | SU Agen     | 11 – 0           | CA Brive    | Parc des Princes, Paris                  |             |
| 23 mai 1970       | RC Toulon   | 25 – 22          | SU Agen     | Stade Yves-du-Manoir, Colombes           |             |
| 24 mai 1975       | AS Béziers  | 16 – 12          | SU Agen     | Stade Yves-du-Manoir, Colombes           | 7737        |
| 4 juin 1983       | SU Agen     | 29 – 7           | RC Toulon   | Parc des Princes, Paris                  | 5083        |
| 10 mai 1987       | FC Grenoble | 26 – 7           | SU Agen     | Parc des sports et de l'amitié, Narbonne | 3200        |
| 30 mai 1992       | SU Agen     | 23 – 18          | RC Narbonne | Stade Amédée-Domenech, Brive             | 5708        |

| Date de la finale | Vainqueur | Score   | Finaliste       | Lieu de la finale                 | Spectateurs |
| ----------------- | --------- | ------- | --------------- | --------------------------------- | ----------- |
| 2 mai 1943        | SU Agen   | 11 – 4  | Stade bordelais | Parc des sports, Bordeaux         |             |
| 13 mai 1945       | SU Agen   | 14 – 13 | AS Montferrand  | Stade des Ponts-Jumeaux, Toulouse |             |

| Date de la finale | Vainqueur | Score   | Finaliste | Lieu de la finale       | Spectateurs |
| ----------------- | --------- | ------- | --------- | ----------------------- | ----------- |
| 5 juin 1993       | SU Agen   | 33 – 19 | RC Toulon | Stade Jean-Bouin, Paris | 12 000      |

## Structures

### Équipe féminine
Le 8 juillet 2017, la structure du SU Agen rugby féminin est formellement intégrée à celle du SU Agen, auprès de la FFR.

### Clubs et associations de supporters
- Armandie Fans 2000[20]
- Les copains d'Armandie[21]
- Aginnum[22]

## Personnalités du club

### Joueurs emblématiques
- Michel Arino
- Lucien Augras
- Burton Francis
- Adri Badenhorst
- Ross Carson Skeate
- Gert Muller
- Wessel Jooste
- Esteban Lozada
- Miguel Avramovic
- Jamie Robinson
- Belisario Agulla
- Ben Blair
- John Schwalger
- Andrew Springgay
- Mathieu Barrau
- Max Barrau
- Guy Basquet
- Jean-Paul Baux
- Jean-Baptiste Bédère
- Christian Béguerie
- Abdelatif Benazzi
- René Bénésis
- Philippe Benetton
- Pierre Berbizier
- Philippe Bérot
- Pierre Biémouret
- Jean Boubée
- Guillaume Bouic
- Olivier Campan
- Georges Carabignac
- Ueleni Fono
- Rupeni Caucaunibuca
- Saïmoni Vaka
- Api Ratuniyarawa
- Jean Clavé
- David Couzinet
- Jean-Jacques Crenca
- Marc Dal Maso
- Vincent Debaty
- Jean-Louis Dehez
- Christian Delage
- Santiago Dellapè
- Daniel Dubroca
- Yves Duffaut
- Brice Dulin
- Jean-Louis Dupont
- Louis Echave
- Pépito Elhorga
- Conrad Barnard
- Denis Fogarty
- Dominique Erbani
- Albert Ferrasse
- Jacques Fort
- François Gelez
- Jacques Gratton
- Pierre Guilleux
- Marius Guiral
- Francis Haget
- Omar Hasan
- Alejandro Campos
- Jean-Claude Hiquet
- Cédric Heymans
- Thierry Labrousse
- Bernard Lacombe
- Pierre Lacroix
- Luc Lafforgue
- Christophe Lamaison
- Grégoire Lascubé
- Junior Pelesasa
- Michel Lasserre
- Marcel Laurent
- Bernard Lavigne
- Matthieu Lièvremont
- Maxime Machenaud
- Gérard Magnac
- Jean-Claude Malbet
- Christophe Manas
- Jean Matheu-Cambas
- Jérôme Miquel
- Pierre Montlaur
- Djalil Narjissi
- Charles Nieucel
- Jean-Michel Parent
- Taylor Paris
- Jason Marshall
- Colin Yukes
- Michel Pomathios
- Christophe Porcu
- Jean-Pierre Razat
- Jean-Baptiste Rué
- Robert Samatan
- Opeti Fonua
- Manu Ahotaeiloa
- Laurent Seigne
- Philippe Sella
- Michel Sitjar
- Sorin Socol
- Conrad Stoltz
- Kevin Swiryn
- Jean-Louis Tolot
- Francesco Zani
- Sergio Valdés

### Entraîneurs
| Saisons                           | Entraîneur(s)                                                               | Adjoint(s) | Titre(s)                                                                                   |
| ????-????                         | Marcel Laurent                                                              | |                                                                                            |
| ????-????                         | Maurice Magnac                                                              | |                                                                                            |
| 1970-1973                         | Pierre Lacroix                                                              | | Challenge Jules Cadenat 1972 Bouclier d'automne 1973                                       |
| 1973-1975                         | André Carabignac                                                            | | Bouclier d'automne 1975                                                                    |
| 1975-1980                         | Marceau Ambal                                                               | | Champion de France en 1976 Bouclier d'automne 1979                                         |
| 1980-1986                         | Jean-Michel Mazas René Bénésis                                              | | Champion de France en 1982 Vice-champion de France en 1984 Vice-champion de France en 1986 |
| 1986-1991                         | Michel Couturas                                                             | | Champion de France en 1988 Vice-champion de France en 1990                                 |
| 1991-1994                         | Charles Nieucel Jean-Louis Bernès                                           | | Challenge Yves du Manoir 1992                                                              |
| 1994-1995                         | Jean-Louis Bernès Daniel Dubroca                                            | |                                                                                            |
| 1995-1997                         | Philippe Mothe Daniel Dubroca                                               | |                                                                                            |
| 1997-1998                         | Philippe Mothe Jacques Gratton                                              | |                                                                                            |
| 1998-2000                         | Christian Lanta                                                             | Titou Raynal Henri Cazaubon | Challenge Armand Vaquerin 1999                                                             |
| 2000-2006                         | Christian Lanta                                                             | Christophe Deylaud Henri Cazaubon | Vice-champion de France en 2002                                                            |
| 2006-mai 2007                     | Didier Faugeron Loïc Van der Linden                                         | |                                                                                            |
| mai 2007 (3 matchs)               | Sans entraîneur, le groupe est géré par 4 joueurs :                         | Luc Lafforgue Matthieu Lièvremont Lucas Ostiglia Conrad Stoltz |                                                                                            |
| 2007-2008                         | Henry Broncan (manager)                                                     | Matthys Stoltz (avants) Guillaume Bouic (arrières) |                                                                                            |
| 2008-2010                         | Henry Broncan (directeur du rugby) Christian Lanta (manager)                | Christophe Deylaud (arrières) | Champion de France de Pro D2 en 2010                                                       |
| 2010-2012                         | Christian Lanta (manager)                                                   | Christophe Deylaud (arrières) |                                                                                            |
| 2012-2013                         | Philippe Sella (directeur sportif)                                          | Mathieu Blin (avants) David Darricarrère (arrières) |                                                                                            |
| 2013-2016                         | Philippe Sella (directeur sportif) Mathieu Blin (manager)                   | Jean-Jacques Crenca (avants) Stéphane Prosper (arrières) | Vainqueur de la finale d'accession en Top 14 en 2015                                       |
| 2016-2017                         | Philippe Sella (directeur sportif) Mathieu Blin (manager)                   | Mauricio Reggiardo (avants) Stéphane Prosper (arrières) | Vainqueur de la finale d'accession en Top 14 en 2017                                       |
| 2017-2019                         | Philippe Sella (directeur sportif) Mauricio Reggiardo (entraîneur en chef)  | Rémy Vaquin (touche) Stéphane Prosper (arrières) |                                                                                            |
| 2019-1er novembre 2020            | Philippe Sella (directeur sportif) Christophe Laussucq (entraîneur en chef) | Rémy Vaquin (avants) Benoît Lecouls (mêlée) |                                                                                            |
| 14 novembre 2020-14 décembre 2020 | Philippe Sella (directeur sportif) Régis Sonnes (manager)                   | Djalil Narjissi (avants) Sylvain Mirande (arrières) |                                                                                            |
| janvier 2021-octobre 2021         | Philippe Sella (directeur sportif) Régis Sonnes (manager)                   | David Ortiz (avants) Sylvain Mirande (arrières) |                                                                                            |
| octobre 2021-31 décembre 2021     | Philippe Sella (directeur sportif)                                          | David Ortiz (avants) Sylvain Mirande (arrières) |                                                                                            |
| 1er janvier - 30 juin 2022        | Philippe Sella (directeur sportif) Bernard Goutta (manager)                 | Christophe Deylaud David Ortiz (avants) Sylvain Mirande (arrières) |                                                                                            |
| 1er juillet - 16 décembre 2022    | Philippe Sella (directeur sportif) Bernard Goutta (manager)                 | Manny Edmonds (arrières) Dave Ryan (avants) |                                                                                            |
| janvier 2023 - juillet 2023       | Philippe Sella (directeur sportif) Bernard Goutta (manager)                 | Dave Ryan (avants) Raphaël Lagarde (arrières) |                                                                                            |
| juillet 2023 - 31 décembre 2023   | Philippe Sella (directeur sportif) Bernard Goutta (manager)                 | Barry Maddocks (arrières) Dave Ryan (avants) Adel Fellah (touche et défense) |                                                                                            |
| 2024                              | Philippe Sella (directeur sportif)                                          | Dave Ryan (principal) Barry Maddocks (arrières) Adel Fellah (touche et défense) |                                                                                            |
| 2024-                             | Philippe Sella (directeur sportif) Sébastien Calvet (manager)               | Dave Ryan (mêlée, efficacité au contact, sortie de camp, Raid Zone et portés offensifs) Barry Maddocks (attaque, skills et arrières) Adel Fellah (défense, efficacité au contact et portés défensifs) Rémi Vaquin (touches et renvois) |                                                                                            |

### Présidents

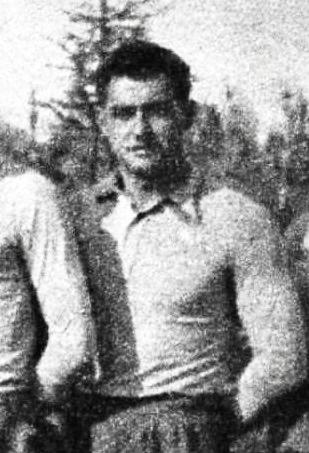
Guy Basquet, président du club durant douze ans.

- ? - 1965 : Armand Bastoul (Président pendant plus de 30 ans)[26]
- 1965-1968 : Albert Ferrasse
- 1968-1976 : Robert Guignard[27]
- 1976-1985 : René Gri
- 1985-1996 : Guy Basquet[28]
- 1996-2000 : Bernard Lavigne[29]
- 2000 : Hervé Tovo[30]
- 2000-2004 : Jean-Pierre Guignard[31]
- 2004-2007 : Daniel Dubroca[32]
- 2007-2018 : Alain Tingaud[33]
- Depuis 2018 : Jean-François Fonteneau[34]

### Effectif 2025-2026
L'effectif professionnel pour la saison 2025-2026 de Pro D2 évolue sous la direction de Mauricio Reggiardo. Plusieurs arrivées notables sont enregistrées, dont celles de Denis Marchois, Louis Dupichot ou Craig Willis (en). À noter que Paula Walisoliso n'a pas rejoint le club à la date prévue de son retour, le 28 juillet 2025. En l'absence de nouvelles, le club envisage de déclarer un abandon de poste.
| Nom                 | Naissance          | Nationalité sportive | International | Dernier club               | Arrivée au club |
| Talonneurs          | Talonneurs         | Talonneurs           | Talonneurs    | Talonneurs                 | Talonneurs      |
| ------------------- | ------------------ | -------------------- | ------------- | -------------------------- | --------------- |
| Cyril Deligny       | 22 juin 1992       | France               | -             | Valence Romans DR          | 2025            |
| Pierre Jouvin       | 3 décembre 2003    | France               | -             | Formé au club              | 2022            |
| Santiago Socino     | 7 mai 1992         | Argentine            |               | Gloucester Rugby           | 2024            |
| Piliers             |                    |                      |               |                            |                 |
| Alex Burin          | 14 décembre 1999   | France               | -             | Formé au club              | 2018            |
| Beau Farrance       | 13 mars 2001       | Angleterre           | -             | Stado Tarbes PR            | 2023            |
| Florent Guion       | 25 avril 1993      | France               | -             | Rouen NR                   | 2021            |
| Hans Lombard-Buret  | 17 novembre 2000   | France               | -             | Formé au club              | 2021            |
| Lasha Macharashvili | 13 novembre 1998   | Géorgie              | -             | Montpellier HR             | 2024            |
| Mamuka Mstoiani     | 5 décembre 2001    | Géorgie              | -             | Formé au club              | 2023            |
| → Luca Tabarot      | 24 décembre 2003   | France               | -             | Montpellier HR             | 2025            |
| Deuxièmes lignes    |                    |                      |               |                            |                 |
| William Demotte     | 22 mai 1991        | France               |               | FC Grenoble                | 2021            |
| Mathieu De Giovanni | 10 janvier 1994    | France               | -             | Stade français Paris       | 2024            |
| Javier Eissmann     | 20 septembre 1995  | Chili                |               | Selknam                    | 2024            |
| John Madigan (en)   | 1er septembre 1994 | Irlande              | -             | AS Béziers Hérault         | 2024            |
| Denis Marchois      | 5 février 1994     | France               | -             | Aviron bayonnais           | 2025            |
| Taniela Matakaiongo | 18 septembre 1996  | Tonga                | -             | SO Chambéry                | 2025            |
| Evan Olmstead       | 21 février 1991    | Canada               |               | Biarritz olympique         | 2022            |
| Troisièmes lignes   |                    |                      |               |                            |                 |
| Matthieu Bonnet     | 21 octobre 2000    | France               | -             | Blagnac Rugby              | 2021            |
| Arnaud Duputs       | 26 juillet 1995    | France               | -             | Aviron bayonnais           | 2021            |
| Tomasi Fineanganofo | 14 avril 2003      | Tonga                | -             | Formé au club              | 2023            |
| Valentin Gayraud    | 30 mai 2002        | France               | -             | Formé au club              | 2023            |
| Julien Lebian       | 10 avril 2001      | France               | -             | Formé au club              | 2023            |
| Demis de mêlée      |                    |                      |               |                            |                 |
| Dorian Bellot       | 16 juin 2000       | France               | -             | Stade rochelais            | 2021            |
| Théo Idjellidaine   | 15 mars 2001       | France               | -             | Stade toulousain           | 2021            |
| Jack Maunder        | 5 avril 1997       | Angleterre           |               | Melbourne Rebels           | 2024            |
| Demis d'ouverture   |                    |                      |               |                            |                 |
| Émile Dayral        | 11 août 2002       | France               | -             | ASM Clermont               | 2021            |
| Franck Pourteau     | 1er avril 1996     | France               | -             | Rouen NR                   | 2024            |
| Craig Willis (en)   | 4 février 1995     | Angleterre           | -             | Ealing Trailfinders        | 2025            |
| Centres             |                    |                      |               |                            |                 |
| Clément Garrigues   | 9 juillet 2002     | France               | -             | Formé au club              | 2021            |
| Peyo Muscarditz     | 2 janvier 1996     | France               | -             | Aviron bayonnais           | 2024            |
| Kolinio Ramoka      | 24 février 1994    | Fidji                | -             | Cognac Saint-Jean-d'Angély | 2021            |
| Paula Walisoliso    | 1er avril 1997     | Fidji                | -             | USON Nevers                | 2025            |
| Ailiers             |                    |                      |               |                            |                 |
| Dylan Cazemajou     | 2 février 2006     | France               | -             | Formé au club              | 2020            |
| Louis Dupichot      | 23 septembre 1995  | France               | -             | USA Perpignan              | 2025            |
| Iban Etcheverry     | 23 octobre 1998    | France               | -             | Soyaux Angoulême XV        | 2021            |
| Lucas Martins       | 16 janvier 2003    | Portugal             |               | Blagnac Rugby              | 2024            |
| Arrières            |                    |                      |               |                            |                 |
| Romain Darchen      | 30 mars 2002       | France               | -             | Formé au club              | 2023            |
| Loris Tolot         | 3 mars 1993        | France               | -             | US Montauban               | 2017            |